# Mary Wings
Mary Wings, née le 14 avril 1949 à Chicago (Illinois) et morte le 3 juillet 2024 à San Francisco (Californie), est une auteure de comics et une romancière américaine.

## Biographie
Mary Lee Geller naît le 14 avril 1949. Elle prend le nom de plume de Mary Wings et, en 1973, elle réalise le premier comics underground lesbien intitulé Come Out Comix. Une histoire d'amour lesbien était déjà paru dans Wimmen's Comix écrit et dessiné par Trina Robbins mais Come Out Comix est le premier comics totalement consacré à ce sujet. Mary Wings produit ensuite les comics Dyke Shorts et Are Your Highs Getting You Down? avant d'abandonner ce moyen d'expression. En effet, elle préfère se tourner vers la littérature et écrit plusieurs romans policiers (comme She Came to the Castro, She Came by the Book, She Came in a Flash dont l'héroïne, Emma Victor, est lesbienne. Un autre de ses romans, Divine Victim, a reçu en 1993 le prix Lambda Literary Award.